# Parotoplana papii
Parotoplana papii är en plattmaskart som beskrevs av Ax 1955. Parotoplana papii ingår i släktet Parotoplana och familjen Otoplanidae. Inga underarter finns listade i Catalogue of Life.